# Monte Sereno
Monte Sereno é uma cidade localizada no estado americano da Califórnia, no condado de Santa Clara. Foi incorporada em 14 de maio de 1957.

## Geografia
De acordo com o United States Census Bureau, a cidade tem uma área de 4,2 km², onde todos os 4,2 km² estão cobertos por terra.

### Localidades na vizinhança
O diagrama seguinte representa as localidades num raio de 16 km ao redor de Monte Sereno.

## Demografia
Segundo o censo nacional de 2010, a sua população é de 3 341 habitantes e sua densidade populacional é de 796,28 hab/km². É a cidade menos populosa do condado de Santa Clara e também a que, em 10 anos, teve a maior redução populacional. Possui 1 287 residências, que resulta em uma densidade de 306,74 residências/km².